# Josef Ferstl von Förstenau
Josef Ferstl von Förstenau (* 21. August 1820 in Wien; † 22. Juni 1883) war ein österreichischer Mediziner und Geologe.

## Leben
Ferstl von Förstenau studierte an der Universität Wien Medizin und wurde dort 1845 mit einer erdwissenschaftlichen Dissertation zum Dr. med. promoviert. Seine Dissertation „De monitbus circa Nikolsburg sitis“ (gedruckt in deutscher Übersetzung „Geognostische Betrachtung der Nikolsburger Berge“) enthält die „wohl erstmalige Beschreibung der Oberjura-Fauna der niederösterreichischen Klippenberge“. Ferstl war als Arzt in Wien tätig und gehörte zum Freundeskreis des Geologen Franz von Hauer (1822–1899). 1853 publizierte er eine Untersuchung zu dem Kurort Luhatschowitz in Mähren.

## Veröffentlichungen
- Geognostische Betrachtungen der Nikolsburger Berge. P. P. Mechitaristen, Wien 1845 (Digitalisat).
- Die Bade-, Trink- und Molkenkur-Anstalt zu Luhatschowitz in Mähren. Monographie nach Untersuchungen und Erfahrungen. Gerold, Wien 1853 (Digitalisat).